# Thomas Crecquillon
Thomas Crecquillon (także Créquillon, Crechillon, Griquillon; ur. między 1480 a 1500, zm. przypuszczalnie w 1557, prawdopodobnie w Béthune) – franko-flamandzki kompozytor.

## Życiorys
Od około 1540 roku działał na dworze cesarza Karola V, przypuszczalnie jako następca Nicolasa Gomberta na stanowisku mistrza chóru chłopięcego. W latach 1548–1549 opublikował wraz z innymi kompozytorami nadwornymi zbiór motetów poświęconych cesarzowi. Pełnił szereg funkcji kościelnych. Od 1540 do 1552 roku był proboszczem w Dendermonde. W 1550 roku otrzymał beneficjum w kościele św. Piotra w Leuven. W latach 1552–1555 był kanonikiem w Namur, a od 1555 roku w Béthune, gdzie najprawdopodobniej zmarł podczas zarazy.

## Twórczość
Wspólnie z Nicolasem Gombertem i Jacobem Clemensem non Papa reprezentuje wśród muzyków niderlandzkich generację pośrednią między Josquinem des Prés a Orlandem di Lasso. Skomponował 16 mszy, 116 motetów, 192 chansony, psalmy w języku francuskim i 2 lamentacje.
W swoim czasie motety i chansony Crecquillona cieszyły się ogromną popularnością. Wydano je w licznych zbiorach, m.in. Le Tiers livre de chansons à 4 parties (Antwerpia 1544), doczekały się także adaptacji na vihuelę, lutnię i instrumenty klawiszowe. Msze Crecquillona, poza jedną, należą do gatunku missa parodia.